# Slåensø
Slåensø er en sø beliggende umiddelbart syd for Borresø i Silkeborg Sønderskov og regnes normalt til Silkeborgsøerne, skønt den kun er forbundet til Borre Sø af et afløb ved Millingbæk. Søen er opstemmet cirka to meter for tidligere at kunne udnytte vandkraften, der har drevet en benmølle, et savværk og en træskofabrik ved udløbet til Millingbæk. 
Slåensø er ca. 1 km i vest-østlig retning og ca. 275 m på det bredeste sted i nord-sydlig retning. Den har kun tilløb af vand fra en række okkerholdige kilder på sydsiden, og ved deres udløb kan man flere steder se sumpagtige røde aflejringer. Med det begrænsede vandtilløb har søen meget rent vand. Kilderne har i øvrigt været med til at give søen sit navn. Oprindeligt hed den Slaugen Sø, hvor "Slaugen" stammer fra det oldnordiske "Slagna", der betyder "springe".
Søen ligger i et meget kuperet terræn, og søen når en dybde af  12 meter. Den er et yndet udflugtsmål med Kongestolen (82 m højt) umiddelbart syd for Slåensø, hvorfra der er en fin udsigt mod nord over søen samt Borresø. Der er ligeledes en god vandresti rundt om hele søen og en parkeringsplads ved vejen få hundrede meter fra søens østlige ende. 
Sammen med Grane Langsø er Slåensø ifølge programmet Detektor Danmarks reneste sø bedømt på vandets klarhed samt indhold af fosfor og planteplankton.